# ایگو سکینه
ایگو سکینه (انگلیسی: Eigo Sekine؛ زادهٔ ۱۱ سپتامبر ۱۹۸۱) بازیکن فوتبال اهل ژاپن است.